# ابن الأثير (أسرة)
ابن الأثير هو الاسم العائلي لثلاثة أشقاء عرب من بني شيبان بن بكر بن وائل، وكلهم مشهورون في الأدب العربي. ولدوا في جزيرة ابن عمر في الجزيرة الفراتية العليا التي كانت موطنا لبني بكر، والتي تقع حالياً في جنوب شرق تركيا.

## الأخوة

### مجد الدين
كان الأخ الأكبر، المعروف بـ اسم مجد الدين (1149-1210) قد عمل طويلاً في خدمة أمير الموصل، وكان طالبًا جادًا في التقاليد واللغة. وقد نشر قاموسه في القاهرة عام 1893م، و من كتبه المشهورة "النهاية في غريب الحديث" ونشر قاموسه الخاص بأسماء العائلات المختلفة، الذي نشره فرديناند سيبولد في فايمار عام 1896م.

### ضياء الدين
الأخ الأصغر، ضياء الدين (1163-1239)، خدم في عهد صلاح الدين من عام 1191 وعهد ابنه الملك الفاضل الذي خلفه. خدم في مصر، وحلب، والموصل، وبغداد. كان واحدًا من أشهر المنشغلين بالنقد الجمالي والأسلوبي في الأدب العربي. و له كتاب "المثل السائر" و كتابه «كتاب التحليل»  الذي نشرته مطبعة بولاق عام 1865م. (راجع مجلة الجمعية الشرقية الألمانية،148) ويحتوى على انتقادات مستقلة من العربية القديمة والحديثة. وتتوفر مجموعة من رسائله التي نشرها ديفيد صموئيل مارجيلوت تحت عنوان «المراسلات الملكية لضياء الدين الجزري» في المؤتمر الدولي لأورينتاليستيس، القسم3، الصفحات 7_2.

### عز الدين علي بن الأثير
وكان الأخ الأكثر شهرة عز الدين علي بن الأثير (13 آيار 1160 – 1233م)، الذي كرس نفسه لدراسة التاريخ والحديث والأنساب. في سن الحادية والعشرين استقر مع والده في الموصل وتابع دراسته هناك. عمل في خدمة الأمير لسنوات عديدة، زار بغداد والقدس ثم حلب ودمشق ومات في الموصل. يمتد تاريخه العالمي وهو: «الكامل في التاريخ»  إلى عام 1231. وقد تم تحريره من قبل كارل تورنبرغ، الذي يقع في 14 مجلدًا في لندن بين 1851-1876م. كان الجزء الأول من هذا العمل عام 310 هـ (923 م) هو اختصار لعمل الطبري مع إضافات طفيفة. كتب ابن الأثير أيضًا «التاريخ الباهر في الدولة الأتابكية»، وأسد الغابة في معرفة الصحابة الذي نُشر في مجلة التاريخ في كرويساد (المجلد الثاني، باريس)؛ ويقدم سردًا عن 7500 عن صحابة النبي محمد (5 مجلدات، القاهرة، عام 1863م)، و"اللباب في تهذيب الأنساب"عام 1835م.